# Sartoriana afghaniensis
Sartoriana afghaniensis är en krabba som förekommer i nordöstra Afghanistan.
Arten är endast känd från ett exemplar som hittades omkring 1930 i provinsen Badakhshan nära gränsen till Tadzjikistan. Den vetenskapliga beskrivningen utfördes 1963 av Pretzmann. Sartoriana afghaniensis listades en längre tid i familjen Parathelphusidae. Senare infogades Parathelphusidae som synonym i familjen Gecarcinucidae. Exemplaret hittades i sötvatten.
Enligt World Register of Marine Species (WoRMS) ska arten flyttas till det nybildade släktet Sodhiana.
Inget är känt om krabbans ekologi eller populationens storlek. IUCN listar arten med kunskapsbrist (DD).